# Egesina digitata
Egesina digitata är en skalbaggsart som beskrevs av Carlo Pesarini och Andrea Sabbadini 1999. Egesina digitata ingår i släktet Egesina och familjen långhorningar. Inga underarter finns listade i Catalogue of Life.